# EFL Cup 2023/24
Der EFL Cup 2023/24 (alternativ nach dem Sponsoren Carabao Cup) war die 64. Austragung des Turniers. Alle 92 Vereine der vier oberen englischen Ligen 2023/24 nahmen am Wettbewerb teil.
Der Wettbewerb begann am 8. August 2023 mit der ersten Runde.

## Modus
Gemäß der Änderungen von 2018 ist die Verlängerung abgeschafft, bei einem Gleichstand nach der regulären Spiel- inklusive Nachspielzeit wird die Partie im Elfmeterschießen entschieden, ausgenommen ist das Endspiel.

## Termine
| Runde         | Termine                                                            |
| ------------- | ------------------------------------------------------------------ |
| Erste Runde   | 8. – 16. August 2023                                               |
| Zweite Runde  | 29. – 30. August 2023                                              |
| Dritte Runde  | 26. – 27. September 2023                                           |
| Achtelfinale  | 31. Oktober – 1. November 2023                                     |
| Viertelfinale | 20. – 21. Dezember 2023                                            |
| Halbfinale    | 9. – 10. Januar 2024 (Hinspiele) 23 – 24. Januar 2024 (Rückspiele) |
| Finale        | 25. Februar 2024                                                   |

## Erste Runde
Die Auslosung für die erste Runde wurde am 22. Juni 2023 durchgeführt. An der ersten Runde nahmen 72 Vereine teil. 12 Vereine der Premier League 2022/23 stiegen in der zweiten Runde in den Wettbewerb ein. Erst in der dritten Runde kamen wegen ihrer internationalen Beteiligungen Manchester City, der FC Arsenal, Manchester United, Newcastle United, der FC Liverpool, Brighton & Hove Albion, Aston Villa und West Ham United hinzu.
Ausgetragen wurden die Begegnungen zwischen dem 8. und 16. August 2023.
Northern Section
| Datum                     |                          | Ergebnis        |                           |
| ------------------------- | ------------------------ | --------------- | ------------------------- |
| 8. August 2023, 19:00 BST | Huddersfield Town (II)   | 2:3             | FC Middlesbrough (II)     |
| 8. August 2023, 19:30 BST | Mansfield Town (IV)      | 2:0             | Grimsby Town (IV)         |
| 8. August 2023, 19:45 BST | Accrington Stanley (IV)  | 1:1 (1:4 i. E.) | Bradford City (IV)        |
| 8. August 2023, 19:45 BST | FC Barnsley (III)        | 2:2 (6:7 i. E.) | Tranmere Rovers (IV)      |
| 8. August 2023, 19:45 BST | Blackburn Rovers (II)    | 4:3             | FC Walsall (IV)           |
| 8. August 2023, 19:45 BST | Bolton Wanderers (III)   | 1:0             | AFC Barrow (IV)           |
| 8. August 2023, 19:45 BST | Derby County (III)       | 0:2             | FC Blackpool (III)        |
| 8. August 2023, 19:45 BST | Harrogate Town (IV)      | 1:0             | Carlisle United (III)     |
| 8. August 2023, 19:45 BST | Hull City (II)           | 1:2             | Doncaster Rovers (IV)     |
| 8. August 2023, 19:45 BST | Notts County (IV)        | 0:2             | Lincoln City (III)        |
| 8. August 2023, 19:45 BST | Port Vale (III)          | 3:2             | Fleetwood Town (III)      |
| 8. August 2023, 19:45 BST | Preston North End (II)   | 2:2 (2:4 i. E.) | Salford City (IV)         |
| 8. August 2023, 19:45 BST | Rotherham United (II)    | 1:1 (4:2 i. E.) | FC Morecambe (IV)         |
| 8. August 2023, 19:45 BST | Sheffield Wednesday (II) | 1:1 (4:1 i. E.) | Stockport County (IV)     |
| 8. August 2023, 19:45 BST | Stoke City (II)          | 2:1             | West Bromwich Albion (II) |
| 8. August 2023, 19:45 BST | AFC Sunderland (II)      | 1:1 (3:5 i. E.) | Crewe Alexandra (IV)      |
| 8. August 2023, 20:00 BST | AFC Wrexham (IV)         | 0:0 (4:2 i. E.) | Wigan Athletic (III)      |
| 9. August 2023, 19:45 BST | Leeds United (II)        | 2:1             | Shrewsbury Town (III)     |
| 9. August 2023, 20:00 BST | Burton Albion (III)      | 0:2             | Leicester City (II)       |

Southern Section
| Datum                      |                           | Ergebnis        |                         |
| -------------------------- | ------------------------- | --------------- | ----------------------- |
| 8. August 2023, 19:30 BST  | AFC Newport County (IV)   | 3:1             | Charlton Athletic (III) |
| 8. August 2023, 19:30 BST  | Peterborough United (III) | 1:1 (4:1 i. E.) | Swindon Town (IV)       |
| 8. August 2023, 19:30 BST  | Swansea City (II)         | 3:0             | Northampton Town (III)  |
| 8. August 2023, 19:45 BST  | Cheltenham Town (III)     | 0:2             | Birmingham City (II)    |
| 8. August 2023, 19:45 BST  | Exeter City (III)         | 2:1             | Crawley Town (IV)       |
| 8. August 2023, 19:45 BST  | Forest Green Rovers (IV)  | 1:3             | FC Portsmouth (III)     |
| 8. August 2023, 19:45 BST  | FC Gillingham (IV)        | 3:1             | FC Southampton (II)     |
| 8. August 2023, 19:45 BST  | FC Millwall (II)          | 0:4             | FC Reading (III)        |
| 8. August 2023, 19:45 BST  | Milton Keynes Dons (IV)   | 0:2             | Wycombe Wanderers (III) |
| 8. August 2023, 19:45 BST  | Plymouth Argyle (II)      | 2:0             | Leyton Orient (III)     |
| 8. August 2023, 19:45 BST  | FC Stevenage (III)        | 1:1 (4:3 i. E.) | FC Watford (II)         |
| 8. August 2023, 19:45 BST  | Sutton United (IV)        | 2:2 (6:5 i. E.) | Cambridge United (III)  |
| 9. August 2023, 19:45 BST  | AFC Wimbledon (IV)        | 2:1             | Coventry City (II)      |
| 9. August 2023, 19:45 BST  | Bristol City (II)         | 5:1             | Oxford United (III)     |
| 9. August 2023, 19:45 BST  | Cardiff City (II)         | 2:2 (3:0 i. E.) | Colchester United (IV)  |
| 9. August 2023, 19:45 BST  | Ipswich Town (II)         | 2:0             | Bristol Rovers (III)    |
| 16. August 2023, 19:45 BST | Queens Park Rangers (II)  | 0:1             | Norwich City (II)       |

## Zweite Runde
In der zweiten Runde stiegen die 12 Premier-League-Vereine ein, die sich in der letzten Saison nicht für einen europäischen Wettbewerb qualifiziert hatten. Die Auslosung fand am 9. August 2023 statt. Ausgetragen wurden die Begegnungen am 29. und 30. August 2023.
Northern Section
| Datum                      |                             | Ergebnis        |                       |
| -------------------------- | --------------------------- | --------------- | --------------------- |
| 29. August 2023, 19:45 BST | Bolton Wanderers (III)      | 1:3             | FC Middlesbrough (II) |
| 29. August 2023, 19:45 BST | Port Vale (III)             | 0:0 (2:0 i. E.) | Crewe Alexandra (IV)  |
| 29. August 2023, 19:45 BST | Sheffield Wednesday (II)    | 1:1 (4:5 i. E.) | Mansfield Town (IV)   |
| 29. August 2023, 19:45 BST | Stoke City (II)             | 6:1             | Rotherham United (II) |
| 29. August 2023, 19:45 BST | Tranmere Rovers (IV)        | 0:2             | Leicester City (II)   |
| 29. August 2023, 19:45 BST | Wolverhampton Wanderers (I) | 5:0             | FC Blackpool (III)    |
| 29. August 2023, 19:45 BST | AFC Wrexham (IV)            | 1:1 (3:4 i. E.) | Bradford City (IV)    |
| 29. August 2023, 20:00 BST | Salford City (IV)           | 1:1 (9:8 i. E.) | Leeds United (II)     |
| 30. August 2023, 19:45 BST | Harrogate Town (IV)         | 0:8             | Blackburn Rovers (II) |
| 30. August 2023, 19:45 BST | Nottingham Forest (I)       | 0:1             | FC Burnley (I)        |
| 30. August 2023, 19:45 BST | Sheffield United (I)        | 0:0 (2:3 i. E.) | Lincoln City (III)    |
| 30. August 2023, 20:00 BST | Doncaster Rovers (IV)       | 1:2             | FC Everton (I)        |

Southern Section
| Datum                      |                         | Ergebnis        |                           |
| -------------------------- | ----------------------- | --------------- | ------------------------- |
| 29. August 2023, 19:45 BST | Swansea City (II)       | 2:3             | AFC Bournemouth (I)       |
| 29. August 2023, 19:45 BST | Birmingham City (II)    | 1:3             | Cardiff City (II)         |
| 29. August 2023, 19:45 BST | Bristol City (II)       | 0:1             | Norwich City (II)         |
| 29. August 2023, 19:45 BST | Exeter City (III)       | 1:1 (5:3 i. E.) | FC Stevenage (III)        |
| 29. August 2023, 19:45 BST | FC Fulham (I)           | 1:1 (5:3 i. E.) | Tottenham Hotspur (I)     |
| 29. August 2023, 19:45 BST | Luton Town (I)          | 3:2             | FC Gillingham (IV)        |
| 29. August 2023, 19:45 BST | AFC Newport County (IV) | 1:1 (0:3 i. E.) | FC Brentford (I)          |
| 29. August 2023, 19:45 BST | Plymouth Argyle (II)    | 2:4             | Crystal Palace (I)        |
| 29. August 2023, 19:45 BST | FC Portsmouth (III)     | 1:1 (4:5 i. E.) | Peterborough United (III) |
| 29. August 2023, 19:45 BST | Wycombe Wanderers (III) | 0:1             | Sutton United (IV)        |
| 29. August 2023, 20:00 BST | FC Reading (III)        | 2:2 (1:3 i. E.) | Ipswich Town (II)         |
| 30. August 2023, 19:45 BST | FC Chelsea (I)          | 2:1             | AFC Wimbledon (IV)        |

## Dritte Runde
Ab der dritten Runde traten auch die acht Vereine an, die sich für die laufende Saison für die europäischen Wettbewerbe qualifiziert haben. Die Auslosung fand am 30. August 2023. Ausgetragen wurden die Begegnungen am 26. und 27. September 2023.
| Datum                         |                       | Ergebnis        |                             |
| ----------------------------- | --------------------- | --------------- | --------------------------- |
| 26. September 2023, 19:45 BST | Bradford City (IV)    | 0:2             | FC Middlesbrough (II)       |
| 26. September 2023, 19:45 BST | Exeter City (III)     | 1:0             | Luton Town (I)              |
| 26. September 2023, 19:45 BST | Ipswich Town (II)     | 3:2             | Wolverhampton Wanderers (I) |
| 26. September 2023, 19:45 BST | Mansfield Town (IV)   | 2:2 (3:1 i. E.) | Peterborough United (III)   |
| 26. September 2023, 19:45 BST | Port Vale (III)       | 2:1             | Sutton United (IV)          |
| 26. September 2023, 19:45 BST | Salford City (IV)     | 0:4             | FC Burnley (I)              |
| 26. September 2023, 20:00 BST | Manchester United (I) | 3:0             | Crystal Palace (I)          |
| 27. September 2023, 19:45 BST | Aston Villa (I)       | 1:2             | FC Everton (I)              |
| 27. September 2023, 19:45 BST | Blackburn Rovers (II) | 5:2             | Cardiff City (II)           |
| 27. September 2023, 19:45 BST | AFC Bournemouth (I)   | 2:0             | Stoke City (II)             |
| 27. September 2023, 19:45 BST | FC Brentford (I)      | 0:1             | FC Arsenal (I)              |
| 27. September 2023, 19:45 BST | FC Chelsea (I)        | 1:0             | Brighton & Hove Albion (I)  |
| 27. September 2023, 19:45 BST | FC Fulham (I)         | 2:1             | Norwich City (II)           |
| 27. September 2023, 19:45 BST | Lincoln City (III)    | 0:1             | West Ham United (I)         |
| 27. September 2023, 19:45 BST | FC Liverpool (I)      | 3:1             | Leicester City (II)         |
| 27. September 2023, 20:00 BST | Newcastle United (I)  | 1:0             | Manchester City (I)         |

## Achtelfinale
Die Auslosung fand am 27. September 2023 statt. Ausgetragen wurden die Begegnungen am 31. Oktober und 1. November 2023.
| Datum                       |                       | Ergebnis |                       |
| --------------------------- | --------------------- | -------- | --------------------- |
| 31. Oktober 2023, 19:45 GMT | Exeter City (III)     | 2:3      | FC Middlesbrough (II) |
| 31. Oktober 2023, 19:45 GMT | Mansfield Town (IV)   | 0:1      | Port Vale (III)       |
| 1. November 2023, 19:30 GMT | West Ham United (I)   | 3:1      | FC Arsenal (I)        |
| 1. November 2023, 19:45 GMT | AFC Bournemouth (I)   | 1:2      | FC Liverpool (I)      |
| 1. November 2023, 19:45 GMT | FC Chelsea (I)        | 2:0      | Blackburn Rovers (II) |
| 1. November 2023, 19:45 GMT | FC Everton (I)        | 3:0      | FC Burnley (I)        |
| 1. November 2023, 19:45 GMT | Ipswich Town (II)     | 1:3      | FC Fulham (I)         |
| 1. November 2023, 20:15 GMT | Manchester United (I) | 0:3      | Newcastle United (I)  |

## Viertelfinale
Die Auslosung fand am 1. November 2023 statt. Die Begegnungen wurden am 19. und 20. Dezember 2023 ausgetragen.
| Datum                        |                  | Ergebnis        |                       |
| ---------------------------- | ---------------- | --------------- | --------------------- |
| 19. Dezember 2023, 19:45 GMT | FC Everton (I)   | 1:1 (6:7 i. E.) | FC Fulham (I)         |
| 19. Dezember 2023, 19:45 GMT | Port Vale (III)  | 0:3             | FC Middlesbrough (II) |
| 19. Dezember 2023, 20:00 GMT | FC Chelsea (I)   | 1:1 (4:2 i. E.) | Newcastle United (I)  |
| 20. Dezember 2023, 20:00 GMT | FC Liverpool (I) | 5:1             | West Ham United (I)   |

## Halbfinale
Die Auslosung fand am 20. Dezember 2023 statt. Die Hinspiele fanden am 9. und 10. Januar 2024 statt, die Rückspiele wurden am 23. und 24. Januar 2024 ausgetragen.
| Datum                                         |                       | Gesamt |                | Hinspiel | Rückspiel |
| --------------------------------------------- | --------------------- | ------ | -------------- | -------- | --------- |
| 9. und 23. Januar 2024, jeweils um 20:00 GMT  | FC Middlesbrough (II) | 2:6    | FC Chelsea (I) | 1:0      | 1:6       |
| 10. und 24. Januar 2024, jeweils um 20:00 GMT | FC Liverpool (I)      | 3:2    | FC Fulham (I)  | 2:1      | 1:1       |

## Finale
| FC Chelsea                                                      | FC Chelsea | FC Liverpool | FC Liverpool | Aufstellung                               |
| --------------------------------------------------------------- | --- | --- | ------------ | ----------------------------------------- |
| FC Chelsea                                                      | \| 25. Februar 2024 um 15:15 Uhr (GMT) in London (Wembley-Stadion) \| \| Ergebnis: 0:1 n. V. \| \| Zuschauer: 88.868 \| \| Schiedsrichter: Chris Kavanagh (Manchester) \| \| Spielbericht \| | \| 25. Februar 2024 um 15:15 Uhr (GMT) in London (Wembley-Stadion) \| \| Ergebnis: 0:1 n. V. \| \| Zuschauer: 88.868 \| \| Schiedsrichter: Chris Kavanagh (Manchester) \| \| Spielbericht \| | FC Liverpool | Aufstellung FC Chelsea gegen FC Liverpool |
| FC Chelsea                                                      | Đorđe Petrović – Malo Gusto, Axel Disasi, Levi Colwill, Ben Chilwell (113. Trevoh Chalobah) – Moisés Caicedo, Enzo Fernández – Cole Palmer, Conor Gallagher (97. Noni Madueke), Raheem Sterling (67. Christopher Nkunku) – Nicolas Jackson (90. Mychajlo Mudryk) Cheftrainer: Mauricio Pochettino ( Argentinien) | Caoimhín Kelleher – Conor Bradley (72. Bobby Clark), Ibrahima Konaté (106. Jarell Quansah), Virgil van Dijk , Andrew Robertson (87. Kostas Tsimikas) – Alexis Mac Allister (87. James McConnell), Wataru Endō, Ryan Gravenberch (28. Joe Gomez) – Harvey Elliott, Cody Gakpo (87. Jayden Danns), Luis Díaz Cheftrainer: Jürgen Klopp ( Deutschland) | FC Liverpool | Aufstellung FC Chelsea gegen FC Liverpool |
| FC Chelsea                                                      | 0:1 Virgil van Dijk (118.) | | FC Liverpool | Aufstellung FC Chelsea gegen FC Liverpool |
| FC Chelsea                                                      | Ben Chilwell (45.+3'), Cole Palmer (120.+2') | Conor Bradley (45.+3'), Alexis Mac Allister (81.), Ibrahima Konaté (82.), James McConnell (107.), Joe Gomez (120.+3') | FC Liverpool | Aufstellung FC Chelsea gegen FC Liverpool |
| FC Chelsea                                                      | Spieler des Spiels: Virgil van Dijk | | FC Liverpool | Aufstellung FC Chelsea gegen FC Liverpool |
| 25. Februar 2024 um 15:15 Uhr (GMT) in London (Wembley-Stadion) | | |              |                                           |
| Ergebnis: 0:1 n. V.                                             | | |              |                                           |
| Zuschauer: 88.868                                               | | |              |                                           |
| Schiedsrichter: Chris Kavanagh (Manchester)                     | | |              |                                           |
| Spielbericht                                                    | | |              |                                           |